# Roger Mason
Roger Philip Mason, Jr. (* 10. September 1980 in Washington, D.C.) ist ein ehemaliger US-amerikanischer Basketballspieler.
Mason spielte während seiner College-Zeit an der University of Virginia. In der NBA Draft 2002 wurde er von den Chicago Bulls in der zweiten Runde mit dem 31. Pick ausgewählt, für die er dann die komplette Saison 2002/03 und die ersten drei Spiele der Saison 2003/04 bestritt. Danach wurde er im Tausch für Rick Brunson an die Toronto Raptors abgegeben.
Er war einige Zeit in Europa aktiv. In der Saison 2004/05 spielte Mason für Olympiakos Piräus in Griechenland und in der Saison 2005/06 in Israel bei Hapoel Jerusalem. Im Juli 2006 ging er nach Japan zu OSG Phoenix, aber nachdem er einen Vertrag bei den Washington Wizards angeboten bekam, verließ er das Team. In Washington spielte er zwei Saisons.
Am 11. Juli 2008 unterzeichnete Mason einen Zweijahresvertrag bei den San Antonio Spurs. Nach Ablauf dieses Vertrags unterschrieb er 2010 einen Einjahresvertrag bei den New York Knicks. Zur Saison 2011/2012 wechselte er erneut und unterschrieb einen Vertrag bei den Washington Wizards. Nach einem Jahr in Washington wechselte Mason erneut und erhielt einen Vertrag bei den New Orleans Hornets.